# Panna (voetbal)
Een panna (Surinaams voor ‘poortje’, een verwijzing naar de voetbalterm ‘poorten’) is een beweging waarbij één voetballer de bal tussen de benen van de tegenstander door poort.
De belangrijkste voorwaarde voor een geslaagde panna is dat de poortende speler zelf balbezit houdt na zijn beweging. Daarnaast is het ook een geslaagde panna wanneer de poortende speler scoort door middel van het door de benen spelen van zijn tegenstander en een teamgenoot de bal aanneemt en scoort. Wordt de bal niet meer aangeraakt nadat deze door de tegenstander zijn benen is gespeeld dan is dit een poorting en geen panna.
In het straatvoetbal dat grotendeels draait om dit soort bewegingen worden panna's gebruikt om de tegenstander buitenspel te zetten. Een panna wordt vaak als vernederend gezien voor de verdedigende speler.

## Pannavoetbal
Pannavoetbal is een vorm van straatvoetbal op een klein veldje waarbij 1 tegen 1 tot 5 tegen 5, maar bij voorkeur 2 tegen 2 spelers, door middel van behendige voetbaltrucs proberen de tegenstander af te troeven. Een groot verschil met het standaard voetbalspel is, dat er geen regels zijn en de bal niet uit kan gaan of achter kan raken. Een veel gebruikte manier van uitspelen of passen is het spelen van de bal via de muur of het hek aan de zijkanten van het veld en achter de doelen.
Straatvoetbal en pannavoetbal hebben de laatste jaren flink aan populariteit gewonnen.

## Toernooien
Er worden wereldwijd nationale toernooien georganiseerd in allerlei landen zoals Nederland, België, Denemarken, Duitsland, Japan en andere landen. Los daarvan worden er jaarlijks 2 wereldkampioenschappen georganiseerd.
Hier zijn Pannahouse (Denemarken) en PannaKnockOut (Nederland) verantwoordelijk voor. Het verschil tussen deze 2 toernooien is de manier waarop er kan worden gewonnen. Pannahouse speelt het originele spel waarbij er 3 minuten wordt gespeeld. De winnaar wordt bepaald door de meeste doelpunten. Bij een panna is het meteen game-over. 
Bij Pannaknockout worden er na 4 minuten nog eens 3 punten uitgereikt door 3 juryleden die beoordelen op skills. Vanaf de kwartfinale wordt er 3x2 minuten gespeeld, waarbij na elke ronde ook 3 skillpunten worden toegekend.

## Kampioenen
De winnaars van toernooien:
| Jaar | Wereldkampioen                 | Vice-Wereldkampioen            | Nederlands kampioen |
| ---- | ------------------------------ | ------------------------------ | ------------------- |
| 2013 | Jeand Doest (Nederland)        | Ilyas Touba (België)           | Jeand Doest         |
| 2014 | Ilyas Touba (België)           | Ufuk Ulker (Nederland)         | -                   |
| 2016 | Soufiane Bencok (België)       | Ilyas Touba (België)           | Mourad El Bakkali   |
| 2017 | Ilyas Touba (België)           | Jeand Doest (Nederland)        | -                   |
| 2018 | Fatih Hatipoglu (Duitsland)    | Soufiane Bencok (België)       | Hamza van Ael       |
| 2019 | Ahmed Rakaba (Libië)           | Jeand Doest (Nederland)        | Saajan El Jackson   |
| 2020 | Ali Jasseminho (Denemarken)    | Jacob Corneliusen (Denemarken) | *corona*            |
| 2021 | Mehdi Amri (België)            | Mo Taous (Nederland)           | Omar Hamouta        |
| 2022 | Ilyas Touba (België)           | Mo Taous (Nederland)           | Younes El Jackson   |
| 2023 | Amin Benmoumou (Denemarken)    | Saajan El Jackson (Nederland)  | Jos El Jackson      |
| 2024 | Jacob Corneliusen (Denemarken) | Ferjani Safi (België)          | Jos El Jackson      |